# Путимка
Путимка — вымершая деревня в городском округе Верхотурский Свердловской области. Управляется Глазуновским сельским советом.

## История
В 1918 году в районе деревень Глазуновка и Путимка, где находилась переправа через реку Тура, проходили ожесточённые бои на Верхотурском направлении в ходе гражданской войны.

## География
Населённый пункт расположен на правом берегу реки Тура в 12 километрах на юго-восток от административного центра округа — города Верхотурье.

### Часовой пояс
Путимка как и вся Свердловская область, находится в часовой зоне МСК+2. Смещение применяемого времени относительно UTC составляет +5:00.

## Население
| Год  | Численность | Численность |
| ---- | ----------- | ----------- |
| 1873 | 132         | [ 5 ]       |
| 2002 | 0           | [ 6 ]       |
| 2010 | 0           | [ 1 ]       |

## Инфраструктура
В деревне расположена всего одна улица: Трактовая.